# Music and Lyrics
Music and Lyrics is een Amerikaanse romantische komediefilm uit 2007, met in de hoofdrollen Hugh Grant en Drew Barrymore.
Muziek speelt een aanzienlijke rol in de film. Grant leerde hiervoor pianospelen en Barrymore volgde zanglessen.

## Verhaal
Alex Fletcher was in de jaren 80 een grote popster. Hij was de oprichter van de band PoP! in die tijd, en had veel succes. Tegenwoordig is hij niet erg bekend meer en verdient hij zijn geld met optredens in vakantieparken en op schoolreünies.
Dan krijgt hij echter de kans om een comeback te maken door een liedje te schrijven voor diva Cora Corman. Zij voelt naar eigen zeggen de hete adem van Shakira in haar nek en heeft een grote hit nodig. Corman is een groot fan van PoP! en wil dat Fletcher de tekst schrijft, maar hij heeft al in jaren niets geschreven en hij krijgt niets zinnigs op papier.
Dan ontmoet hij Sophie Fisher. Alex ontdekt haar wanneer ze in plaats van zijn reguliere plantenverzorgster bij hem thuis langskomt. Hij is op dat moment met een populair tekstschrijver in de weer om wat op papier te krijgen, maar de twee zitten te ploeteren op een specifieke regel. Sophie vult ter plekke de zin aan met een prachtige poëtische tekst en Alex weet meteen dat zij degene is die hij nodig heeft om het liedje te schrijven. Aanvankelijk weigert Sophie, maar na Alex' aandringen besluit ze uiteindelijk toch mee te schrijven aan een liedje. Alex en Sophie worden verliefd tijdens het schrijven.
Wanneer de tekst klaar is, overhandigen ze het liedje aan zangeres Cora. Ze is er heel tevreden mee maar ze wijzigt het liedje enorm en plakt er een sexy, dampende intro aan, dat absoluut niet past bij het romantische liedje. Alex heeft er vrede mee, maar Sophie is het er helemaal niet mee eens omdat naar haar mening de hele strekking van het nummer zo tenietgedaan wordt. Cora wil nog een laatste couplet maar Sophie weigert. Alex blijkt het echter niet zonder Sophies hulp te kunnen. Hij is de hele nacht aan het werk geweest maar krijgt het niet voor elkaar. De volgende dag komt hij bij Cora in de studio om op te biechten dat het hem niet gelukt is, maar dan blijkt dat Sophie al een laatste couplet had doorgefaxt. Zo wordt hij nog meer verliefd op haar.
Wanneer Cora optreedt, zingt ze eerst haar eigen nummers. Vervolgens kondigt Cora aan dat Alex Fletcher zal gaan zingen. Ze kondigt een nummer aan maar ze zegt dat het alleen van Alex Fletcher is. Doordat Sophie niet als schrijfster wordt genoemd is ze heel erg gekwetst en loopt ze weg. Maar terwijl ze nog in het gangpad loopt hoort ze dat Alex een zelfgeschreven liedje zingt over de relatie tussen hem en Sophie. Sophie draait zich om en stapt op Alex af. Dan wordt "Way Back In To Love" aangekondigd, met de teksten van Sophie Fisher en de muziek van Alex Fletcher. Cora zingt uiteindelijk toch de originele versie van het liedje dat Sophie en Alex hadden geschreven, zonder de gewraakte intro omdat ze Alex had beloofd hem te helpen om Sophie terug te krijgen. En als Sophie ook dat nog te horen krijgt, is ze erg blij en kust Alex.

## Rolverdeling
| Acteur           | Personage      |
| ---------------- | -------------- |
| Hugh Grant       | Alex Fletcher  |
| Drew Barrymore   | Sophie Fisher  |
| Haley Bennett    | Cora Corman    |
| Brad Garrett     | Chris Riley    |
| Kristen Johnston | Rhonda Fisher  |
| Campbell Scott   | Sloan Cates    |
| Scott Porter     | Colin Thompson |
| Aasif Mandvi     | Khan           |

## Trivia
- In de allereerste scène zingt Grant het nummer Pop! Goes My Heart, zogenaamd een fragment uit 1984. In de bijbehorende videoclip is een Roland D-50-keyboard te zien. Dat model wordt echter pas sinds 1987 geproduceerd.
- Bij de première in Amsterdam deed een vrouwelijke fan van Grant hem een handboei om, zodat ze samen over de rode loper moesten. Grant kon er eerst nog om lachen maar werd het al snel beu. De politie kon de handboeien er na tien minuten afkrijgen en de vrouw, verslaggeefster Cielke Sijben, werd meegenomen naar het bureau voor verhoor. Grant deed ondanks alles toch geen aangifte.
- De videoclip van Pop! Goes my Heart is een parodie op Wham! met Andrew Ridgeley en George Michael, waarbij Grant de satirische versie van Ridgeley speelt.